# 葛西臨海水族園
葛西臨海水族園（かさいりんかいすいぞくえん、英: Tokyo Sea Life Park）は、東京都江戸川区臨海町の葛西臨海公園内にある水族館。1989年10月10日に開園した。設計は谷口吉生。園長は錦織一臣（2019年4月から）。東京都建設局が所管していたが、指定管理者制度により公益財団法人東京動物園協会に運営が引き継がれた。

## 概要
葛西臨海公園内にあり、公園内には葛西臨海鳥類園も併設されている。ドーナツ型の大型水槽を回遊するマグロ類をはじめ、47の水槽に約650種の生物が飼育されている。
開園当初は日本で最も人気のある水族館で、開園初年度の年間入場者数355万人は、当時の日本記録（神戸市立須磨海浜水族園の240万人：1987年）を大きく超えた。
世界で初めてナーサリーフィッシュ（コモリウオ）の展示に成功している。また、展示生物たちは直接、飼育展示課調査係や外部の協力により現地採集されるものが多い。一例として、「北極・南極の海」コーナーが設けられており、日本の南極観測隊が捕獲した生きたボールドノセン、ライギョダマシの標本などが展示されている。ただし、一般的な生物は業者からの購入に頼っている。

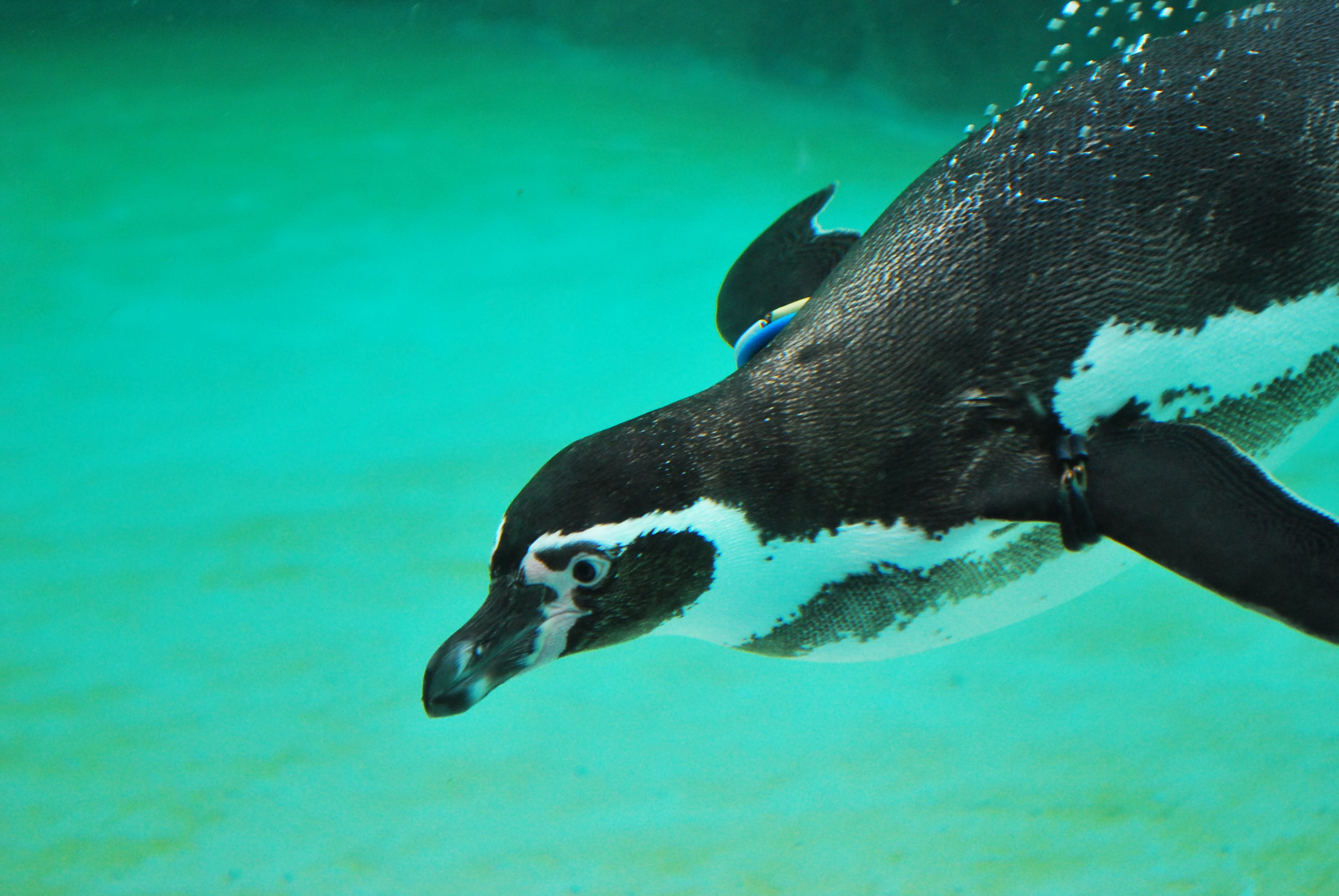
飼育されているフンボルトペンギン

飼育用の海水は、八丈島沖の海水を船とトラックで輸送している。海水を運ぶ船は専用のものではなく、青ヶ島や御蔵島向けの貨物航路の船で、その帰りに空になったスペースを有効活用する形（バラスト水）で運ばれている。1ヶ月に使用する海水は約3,000tにもなり、ほとんどがサメの水槽やマグロの水槽など大型水槽に使われる。ただし、海鳥やペンギンの水と濾過槽の逆洗用の水は水族園前の東京湾の水を濾過して使用しており、海水ではなく汽水である。
飼育の担当職員は、環境班と繁殖班に分かれている。環境班はさらに東京の海チームとペンギン・海鳥チームに、繁殖班はマグロ・深海チームと世界の海チームに分かれている。また水族館裏には搬入生物のストックや飼育実験用に繁殖センターと呼ばれる施設があり、職員は展示担当と繁殖センター担当に別れて作業を行なう。獣医師は配置されておらず、恩賜上野動物園の獣医師が往診に来ている。教育普及係では東京シーライフボランティアーズに所属するボランティアの活動支援や、研修生の受け入れなどの業務を行なっている。
園で使用する餌はオキアミ、サクラエビ、ゴカイ、アジ、イカ、剥きアサリが基本で、生物の口の大きさに合わせて臨時職員が調餌している。生き餌しか食べない生物（ナーサリーフィッシュ、シードラゴン、タツノオトシゴ類など）には、活スジエビや活イサザアミが給餌されている。
- 1991年2月 - 来園者数が500万人到達[3]。
- 1992年6月 - 来園者数が1000万人到達[3]。
- 1996年5月 - 来園者数が2000万人到達[3]。
- 2002年1月 - 来園者数が3000万人到達[3][4]。
- 2008年6月 - 来園者数が4000万人到達[3][5]。
- 2014年 - 開園25周年を迎え、特別サイトを開設[6]。
- 2015年1月 - 来園者数5000万人到達[7][8]。
- 2019年1月 - 東京都は、開園30年を迎え施設の老朽化が進んでいることから、新施設の建設や水族館のあり方などの検討始めた。2018年末に都民の意見を募集。2019年1月には敷地内に新しい施設を建てる基本構想を策定。2020年1月までに具体的な事業計画まとめる予定。新施設の整備時期は未定だが、2020年以降に事業を進める[9]。
- 2020年2月 - 東京都は、有識者による検討会で建て替え計画報告書を承認した。規模は延べ床面積約22,500平方メートル、整備費240億円から270億円を見込み、2020年度内に事業計画を策定し、2026年度にオープンする見通しとなった[10]。

## 展示

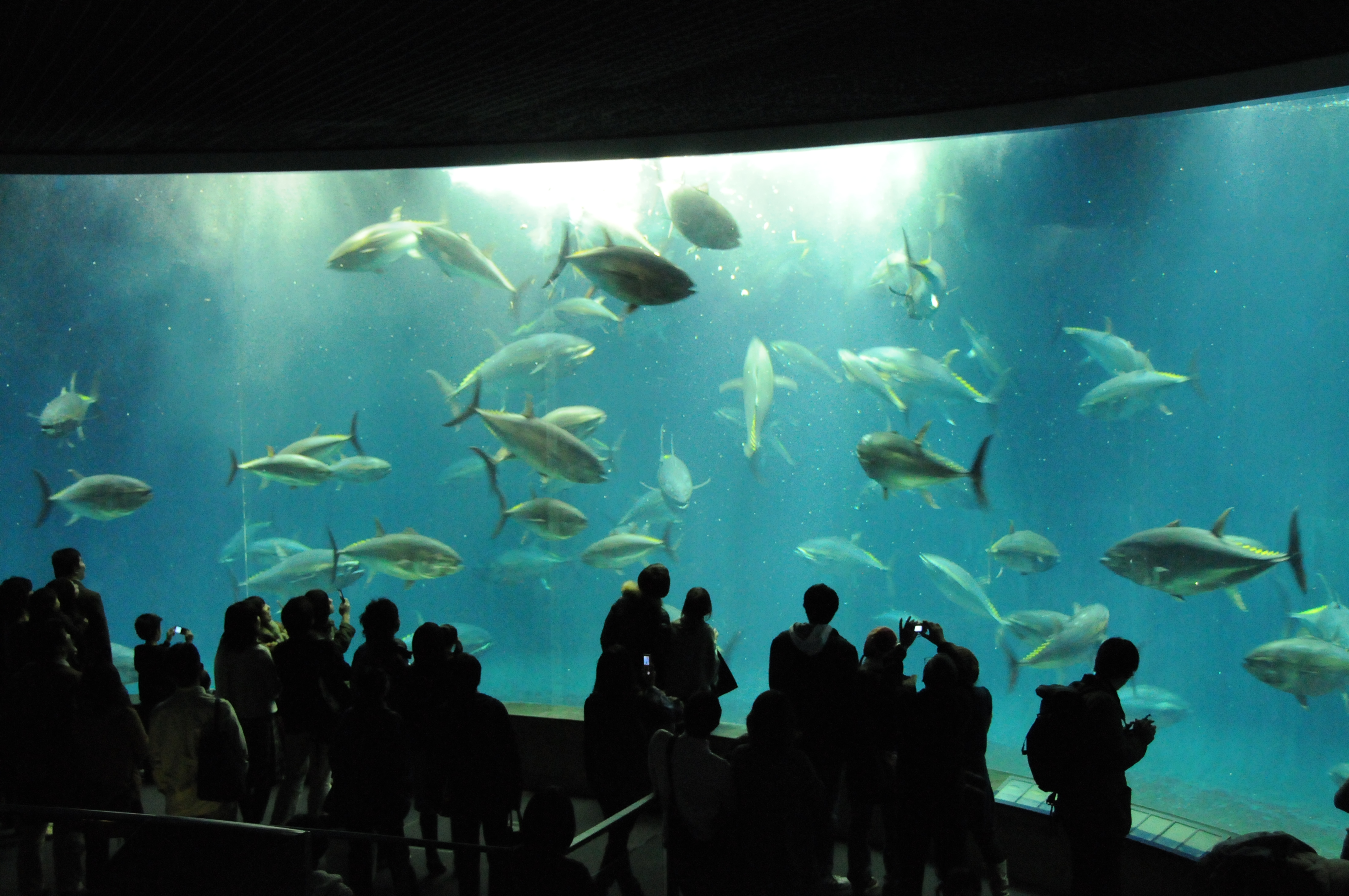
1階の大水槽

館内は広く展示の数も多いが、展示方法はいたってシンプルで、装飾などは控えめである。多くの水槽は魚の名前と図が示されている程度であるが、調べものができる図鑑や専門スタッフのいる部屋も用意されている。イルカ、ラッコ、アシカ、アザラシなどの海獣は展示されていない。
展示は「大洋の航海者」や「ペンギンの生態」が人気であるが、一風変わったオーストラリア近海の魚や珍しい南極海・北極海の魚なども見所のひとつである。他に東京湾や日本近海の魚も多く展示されており、普段食卓に並べられるような馴染み深い魚を目にすることもできる。
2011年5月にはサービス向上の一環として、水槽横にデジタルフォトフレームパネルによる解説が追加された。
- 本館
  - 2階
    - 「大洋の航海者」（アカシュモクザメやツマグロなどのサメ類やエイ類、マイワシの群を展示している。かつてニタリやウチワシュモクザメも展示されていた。）

  - 1階
    - 「大洋の航海者」（ドーナツ型2,200 t水槽。2階までつながっている巨大な水槽であるが、サメが展示されているのとは別の水槽。クロマグロ、スマ、ハガツオ、オキザヨリ、シノノメサカタザメ、アカシュモクザメを展示。過去にはアオザメ、ヨシキリザメ、イタチザメ、マンボウ、バショウカジキ、コシナガ、メバチが展示されていたこともあった。）
    - 「世界の海」（太平洋、インド洋、大西洋、カリブ海、深海、北極海・南極海に分けて展示。深海水槽ではミツクリザメやシマガツオの展示が行われたこともある。）
    - 「渚の生物」（ボラ、マダイ、マダコ、アメフラシなど。タッチングプールではヒトデ、ウニなどの他、各種条件を満たせばネコザメなどのサメにも触れる。）
    - 「ペンギンの生態」（フンボルトペンギン、オウサマペンギン、イワトビペンギン、フェアリーペンギンの4種を屋外で飼育。ただし、オウサマペンギンとイワトビペンギンは日本の夏の暑さには弱いため、夏季は冷房設備の付いた屋内で飼育されており、一般公開されていない）
    - 「海藻の林」（ジャイアントケルプを中心とした展示。）
    - 「東京の海」（小笠原諸島、伊豆七島、東京湾に分けて展示。タマカエルウオ、ホウボウなど）
    - 「海鳥の生態」（ウミガラス、エトピリカなど）
- 淡水生物館
  - オイカワ、イワナ、ヤマメ、メダカなど日本の淡水に生息する生物を展示。2020年代の建て替えにおいて撤去する案が出されている。

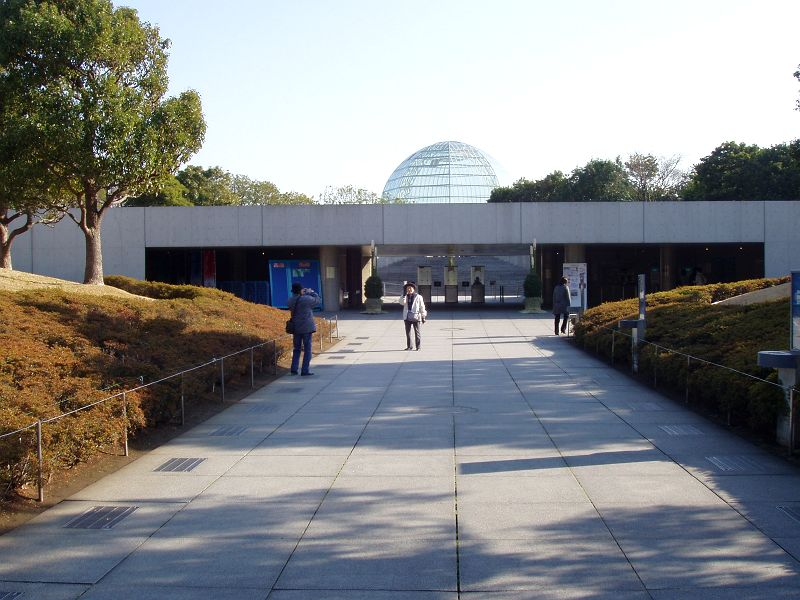
本館、アプローチ（2008年12月20日撮影）
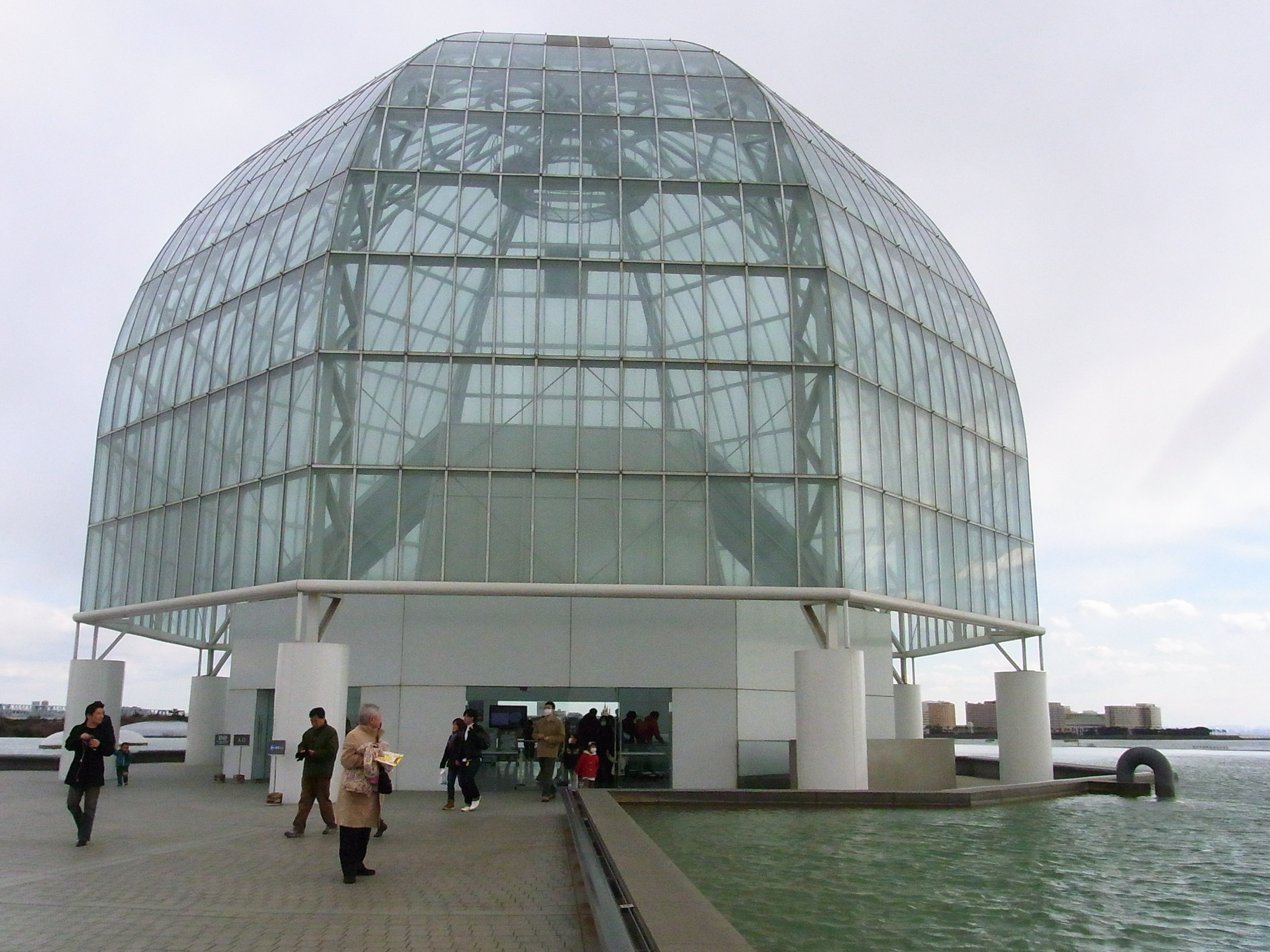
同左、外観（2011年1月30日撮影）
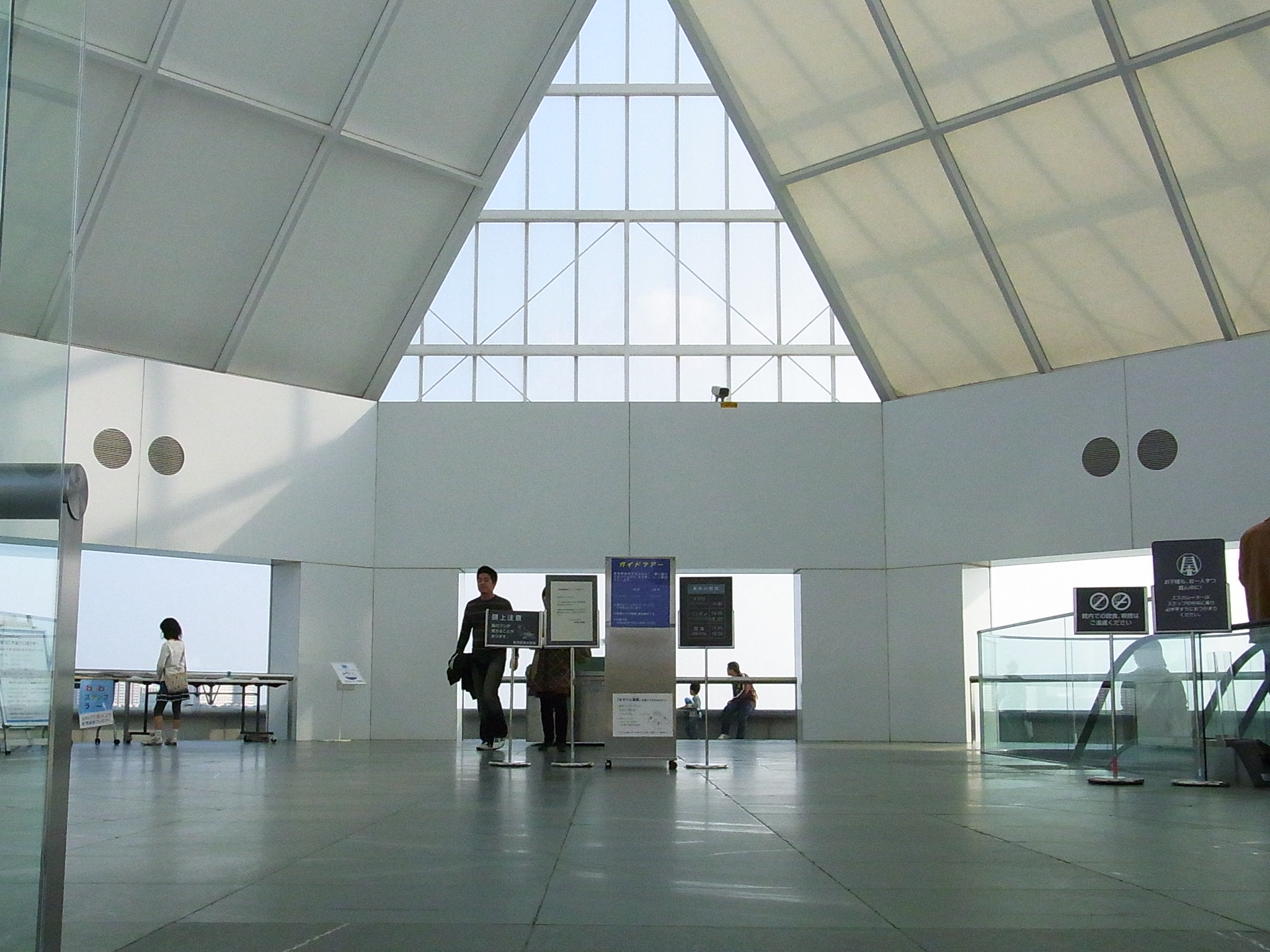
同左、内部（2009年10月31日撮影）
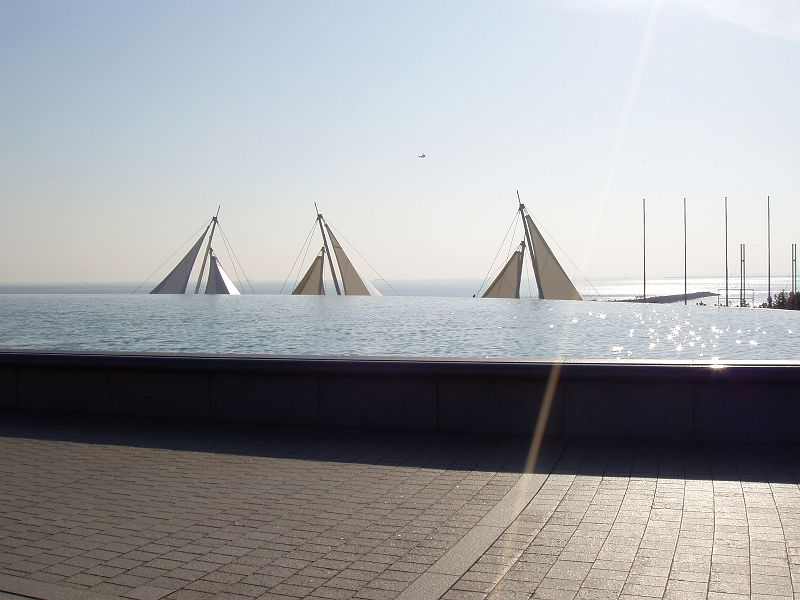
同左、屋外（2008年12月20日撮影）
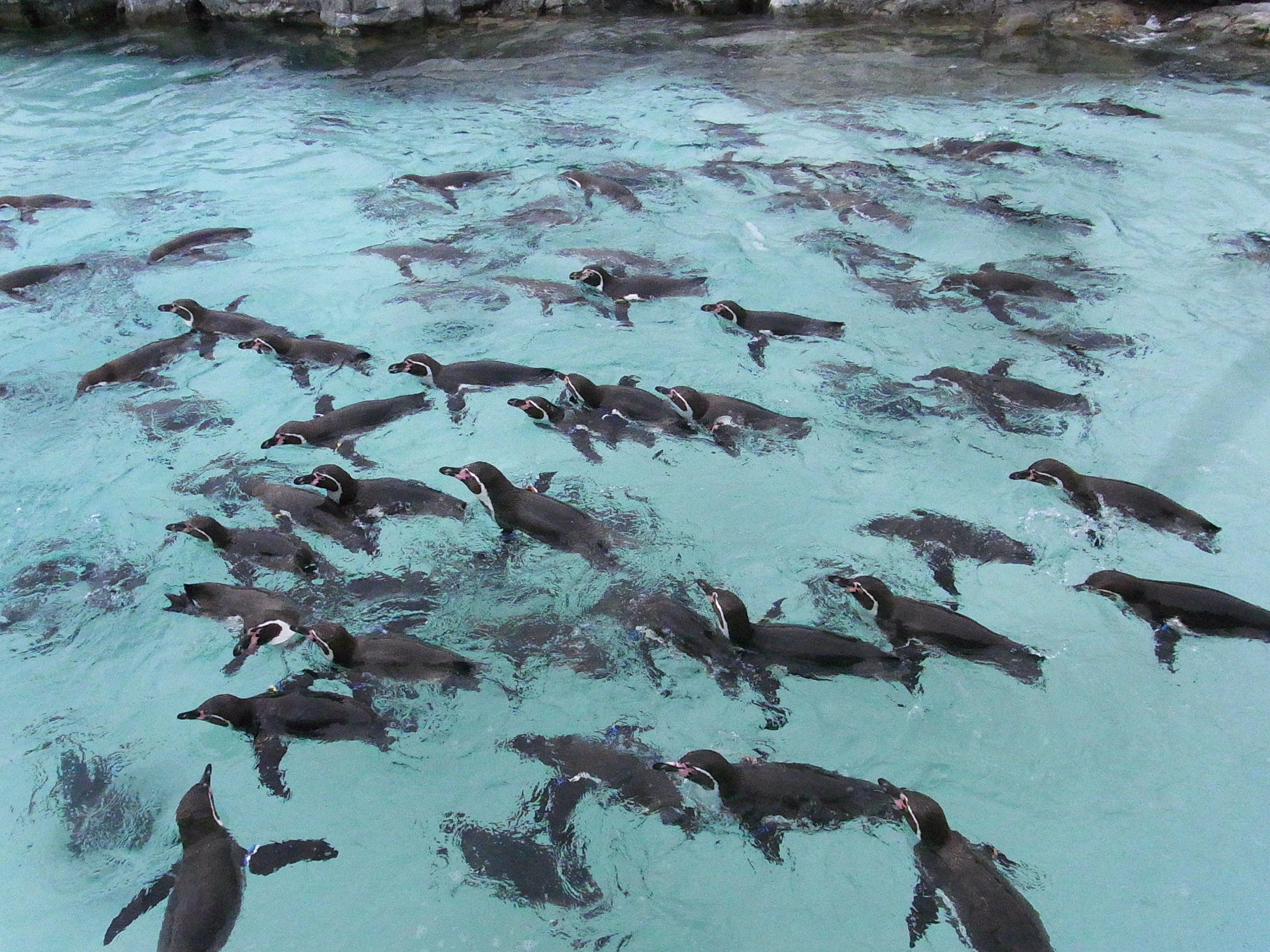
屋外の「ペンギン」の展示（2011年1月30日撮影）
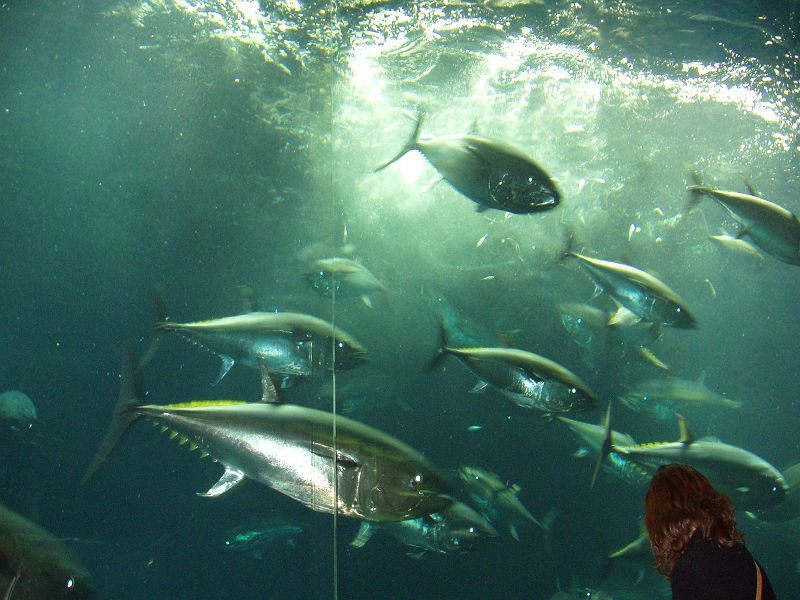
水槽の「マグロ」の展示（2008年12月20日撮影）

### 交通
- JR京葉線葛西臨海公園駅 徒歩5分
- 東京水辺ライン 葛西発着場（葛西臨海公園発着場）徒歩5分
- 都営新宿線一之江駅・ 東京メトロ東西線葛西駅から都営バス（臨海28甲系統）または京成バス（環07・08系統「京成バス江戸川営業所#シャトルバス」）で「葛西臨海公園駅」停留所下車

### レストラン
「シーウィンド」
- 営業時間　10:00～17:00（ラストオーダー16:30）　季節や天候、イベントの都合で変更する場合あり
- 座席数　ホール内280席、周辺屋外150席

### その他施設
- 公衆無線LAN（au Wi-Fi SPOT・Wi2 300・FREE Wi-Fi & TOKYO）
- コインロッカー
- 授乳室・ベビーシート
- 公衆電話
- 車椅子トイレ
- AED
- 各種バリアフリーサービス[11][12]

## 建築
- 竣工 - 1989年
- 設計 - 谷口吉生
- 規模 - 地上3階
- 構造 - SRC造、RC造、S造

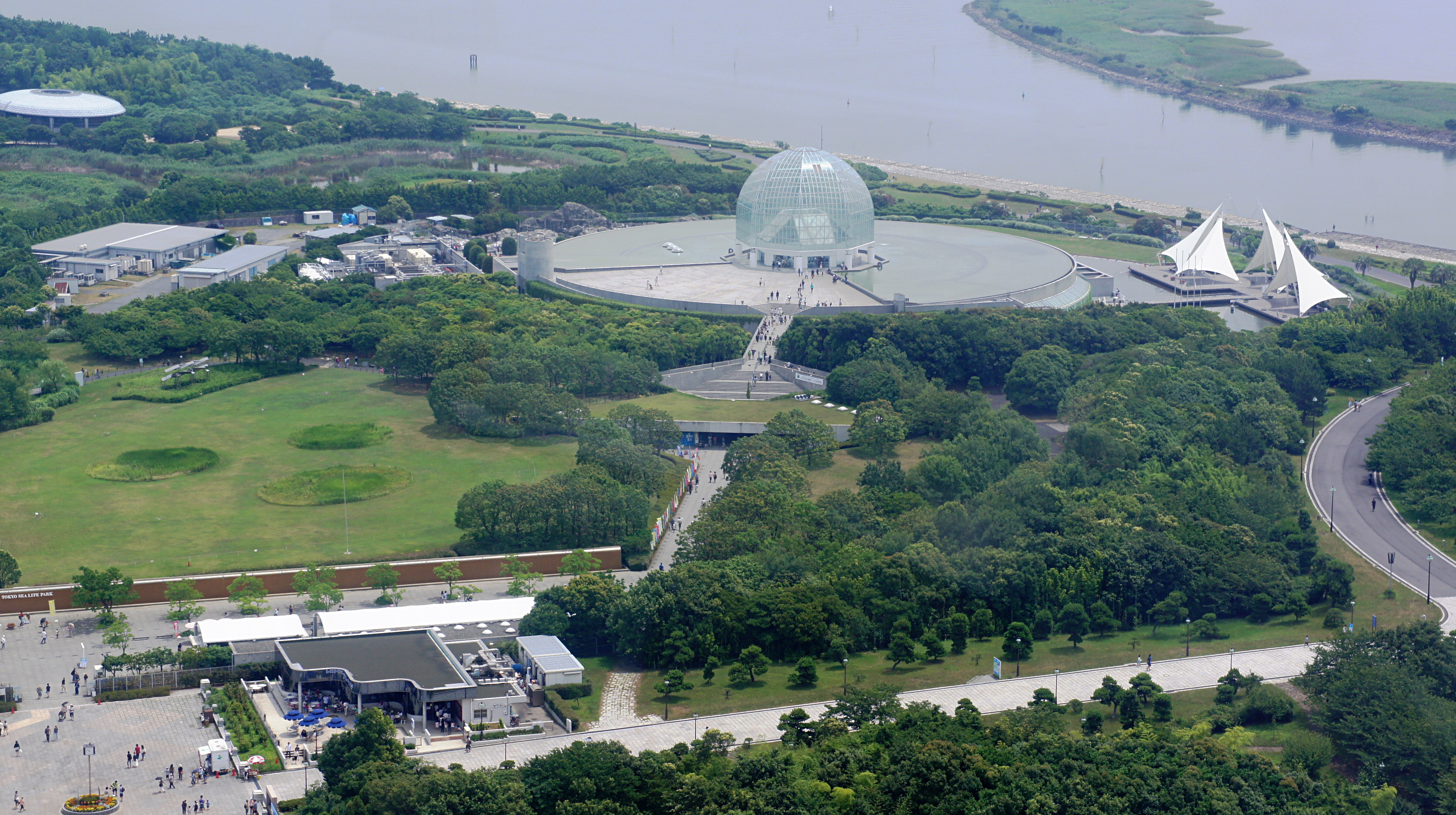
施設全景

- 建築面積 - 11,129 m2　（本館8,947.3 m2 + ゲート832.5 m2 + 園地5棟1,349.3 m2）
- 延床面積 - 14,772 m2　（本館12,727.7 m2 + ゲート832.5 m2 + 園地5棟1,212.1 m2）
- 展示水量 - 3,160 t
- 総水量 - 4,600 t
- 受賞 - BCS賞、公共建築賞

谷口吉生は、建物の設計段階で、隣接地にある東京ディズニーランドとの関係を意識したと述べていた。最初は、東京湾の中に建てようと考えたが、「とんでもない」と言われ、逆に海を視覚的に建物の方に近づけてしまう方法はないかと考え、建物を円盤状にして、その上に水を張った。屋上エントランスホール周囲の水は深さが60cmあった。建物の上に水を張ることで、水には断熱効果があることから、冷房が効きやすいなどの利点があり、屋根の水と海面を視覚的に連続させる狙いがあった。

## 出来事

### 世界初

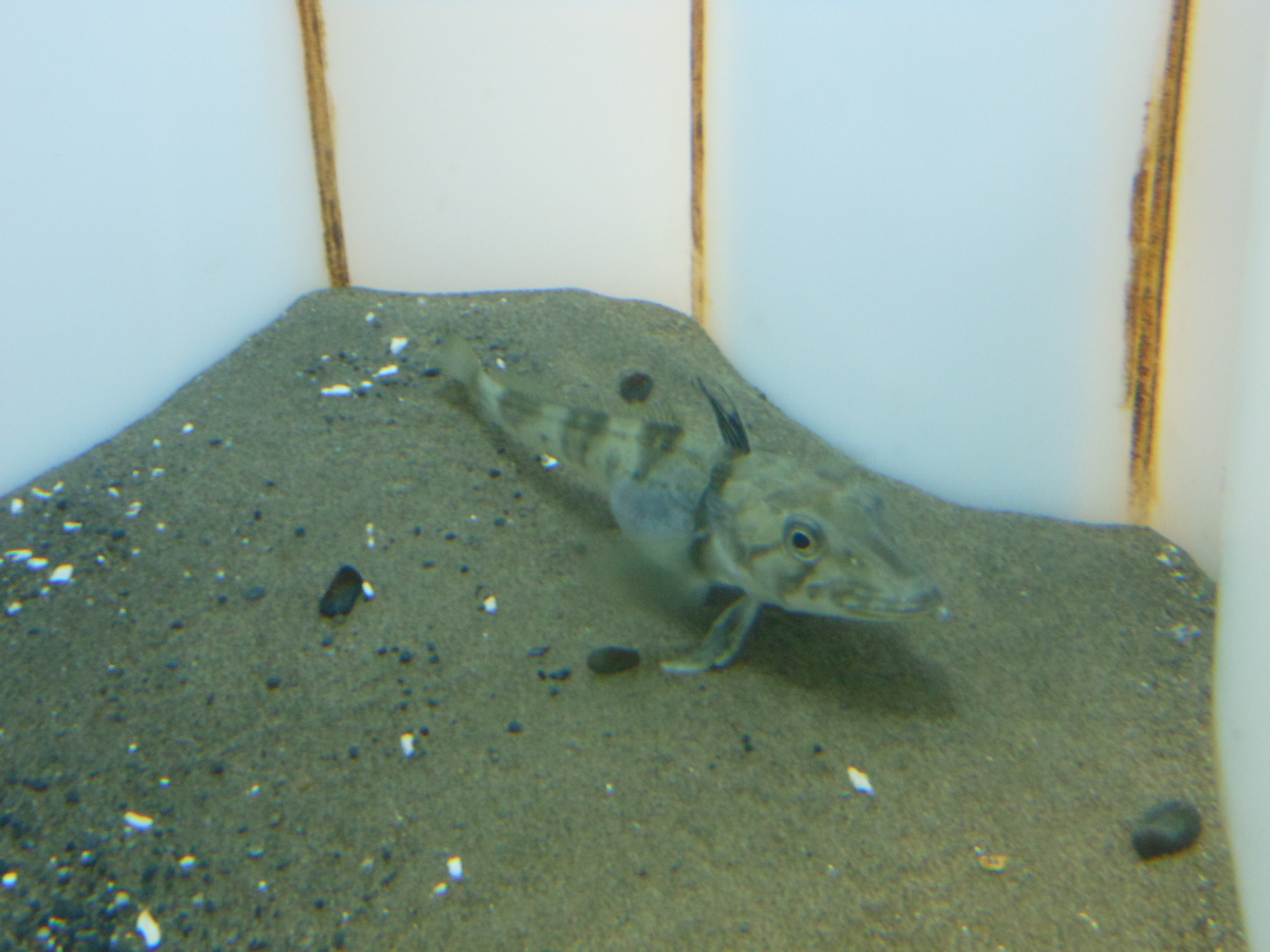
葛西臨海水族園のジャノメコオリウオ

2013年2月12日、ジャノメコオリウオ（オセレイテッド アイスフィッシュ・コオリウオ科・ノトテニア亜目・Chionodraco rastrospinosus）が世界で初めて飼育下で産卵した。卵は直径4.5ミリ程度で約500個あった。卵が孵化する時期は不明で「ほかの南極に住む魚と同じ程度であれば、半年後」と水族館は推測した。ジャノメコオリウオの生体展示も世界初である。

### ペンギンの脱走
2012年3月3日、当水族館で飼育していたフンボルトペンギン1羽が東京湾に脱出したことが発覚した。同年5月24日に行徳橋のたもとで発見され、無事に保護され、6月7日から再び一般公開された。後に来園者から愛称を募集し、6433通の中から選び、「さざなみ」に決まった。

### マグロ・カツオ類の大量死

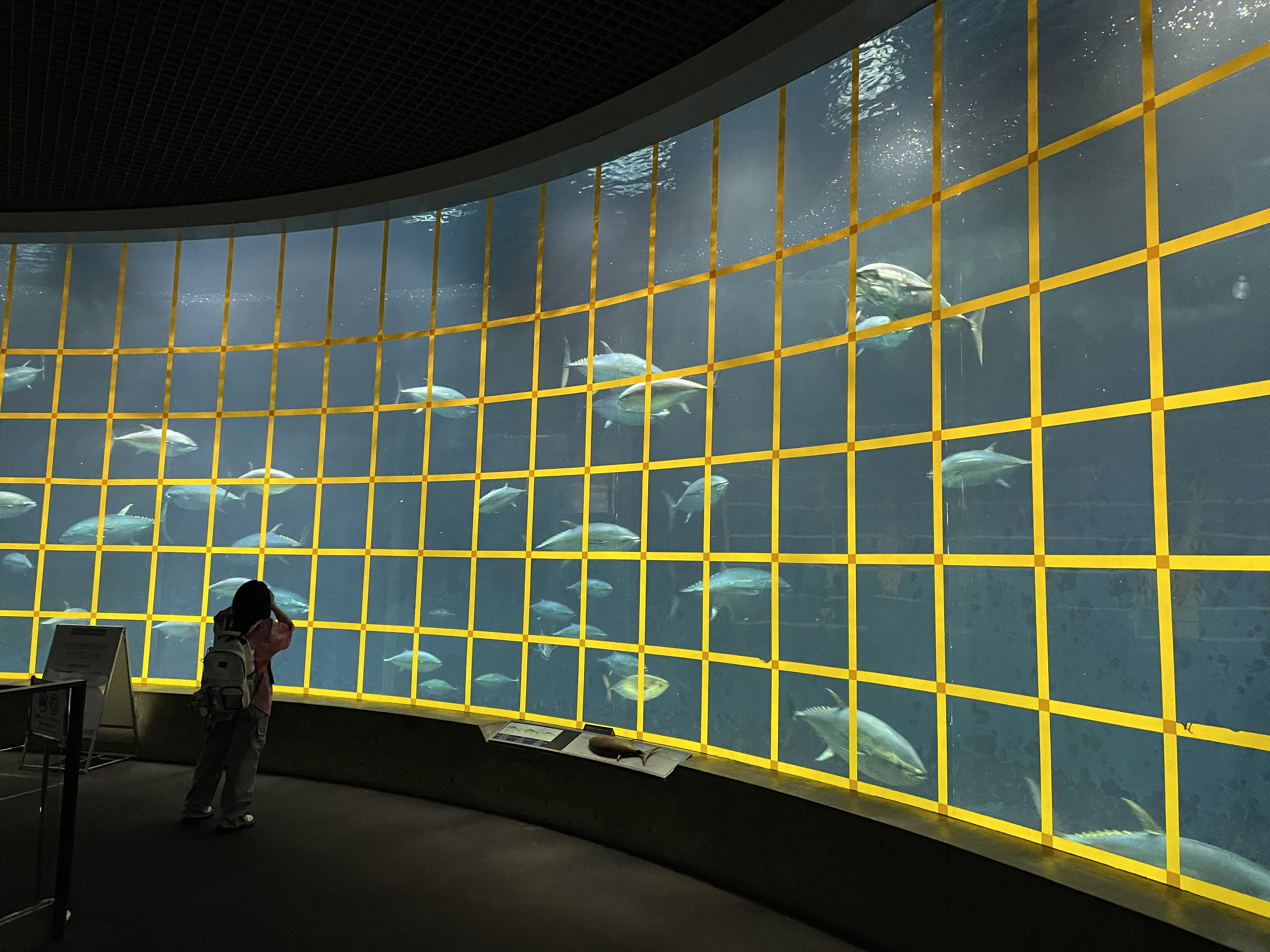
2023年の葛西臨海水族園の大型水槽。マグロ等の衝突防止のため、黄色いテープが貼られている。

2014年12月1日時点では回遊魚の大型水槽にクロマグロ63匹、スマ67匹、ハガツオ35匹が飼育されていたが、同月上旬からそれらの個体が相次いで死ぬ事態が発生した。2015年1月18日にスマが、同年1月26日にハガツオが全滅し、クロマグロも1月26日時点で3匹を残すのみとなった。その後、2月25日には1匹が、更に3月24日にも1匹が死亡し、残り1匹となった。原因については特定されていないが、病理検査の結果クロマグロとスマの脾臓の細胞からウイルスが発見されている。
また、2015年5月22日に追加投入されたスママグロ29匹のうち12匹が、同年5月28日までに死んだ。12匹は全て水槽に衝突し、頭部や背骨に骨折を負っていた。その後の調査によりこの15年5月のスマの死については投入後の環境に慣れなかったためと判断された。
引き続き調査が行われたものの原因の究明には至らず、各専門家との協議の結果、原因となったと思われる複数の要素に対策を施した。具体的には、
- 照明消灯の取りやめ
- 水槽清掃時のダイバーの削減
- 大水槽アクリルへのテープ貼り付け

等の対策を行った。これらはその後、段階的に様子を見つつ撤廃され、2016年5月時点では2014年以前に近い態勢に戻っているが、以前のような大量死の傾向は見られない。
その後、2016年4月に葛西臨海水族園は最終的な調査結果を公表し、大量死は単一の要因によるものではなく、直接的間接的な複数の要因が重層的・複合的に作用したという見解を示した。
2016年8月に最後に残っていたクロマグロが死亡しているのが確認され、その後の調査で水槽の壁にぶつかり、死亡したことが分かった。

## フィクション
- 1993年公開のアニメ映画『機動警察パトレイバー2 the Movie』に登場人物の警官と幕僚が、オープンから間もない（公開当時）葛西臨海水族園で密会するシーンがあり、特徴的な丸いドームや照明の暗い展示スペースなどが描かれている。
- 2015年公開の実写版映画『THE NEXT GENERATION -パトレイバー-』長編（首都決戦）において、隊長役である後藤田(演:筧利夫)と、外事課の警部役・高畑(演:高島礼子)が、大型水槽前で会話をするシーンがある。撮影時期は、大量死が取りざたされていないころとみられ、大量の魚たちの在りし日の姿を見ることができる。
- 椎名高志の漫画作品『絶対可憐チルドレン』で、パンドラが秘密の会議をするために夜侵入している。